# 0 (عدد)
الصفر (يكتب بالأرقام العربية: 0، بالأرقام الهندية:٠) هو عدد ورقم على حد سواء، يستخدم لتمثيل العدد نفسه في نظام العد. يلعب الصفر دوراً أساسياً في الرياضيات باعتباره حيادي الجمع بالنسبة إلى الأعداد الصحيحة والأعداد الحقيقية، والعديد من البنى الجبرية الأخرى. كرقم فإن الصفر (0) يستخدم كعنصر نائب في أنظمة القيمة المكانية. في اللغة الإنجليزية فإن للصفر العديد من الأسماء الرسمية مثل: (zero وnought وnaught وnil) وهناك أسماء أخرى مثل: (zilch وzip) تعتبر غير رسمية. كما أن استخدام Ought أو aught كان معروفاً تاريخياً.
كما أنه يدعى (العلامة الماصة) لأن أي عدد بضرب ينتج صفرا وكان الصفر امتص ذلك الرقم أو العدد. ويعتبر الصفر من الأعداد الزوجية.
يعتبر البعض الصفر رقمًا "موجبًا وسالبًا".

## أصل الكلمة
«صفر» والتي تعني «لا شيء» والتي كانت ترجمة للكلمة السنسكريتية (śūnya) والتي تعني «فارغ».
بينما الكلمة الإنجليزية، زيرو (zero)، فهي مأخوذة من الفرنسية (zéro) التي جاءت من البندقية (zero) والتي كانت تستخدم جنباً إلى جنب مع cypher (سايفر) التي أتت من الإيطالية (zefiro) التي كان أصلها «صفر» من العربية وأول استخدام إنجليزي للكلمة عرف في عام 1598.

## التاريخ

### بلاد ما بين النهرين
بحلول منتصف الألفية الثانية قبل الميلاد فإن الرياضيات البابلية قد حصلت على نظام عد ستيني موضعي متطور حول نظام العد. بحلول عام 300 قبل الميلاد، رموز الترقيم (وتران مائلان) تم اختيارها كعنصر نائب في النظام البابلي. في لوحة مكتشفة في كيش (تعود إلى حوالي عام 700 قبل الميلاد), كتب الناسخ Bêl-bân-aplu أصفاره باستخدام ثلاثة خطاطيف، بدلاً من وترين مائلين.
العنصر النائب البابلي لم يكن صفراً حقيقياً لأنه لم يستخدم وحده كما أنه لم يستخدم في نهاية الرقم، وهكذا فالأرقام مثل 2 و120 (2×60), 3 و180 (3×60), 4 و240 (4×60), كانت تبدو متشابهة لأن الأعداد الكبيرة تفتقر إلى عنصر نائب نهائي في نظام العد الستيني ويمكن تمييزها فقط من السياق.

### الهند
منذ مطلع القرن الخامس ق.م ظهر الصفر في الكتابات الهندية، وأطلق عليه اسم (الفراغ) أو سونيا (Sunya) أو سونيا بينا Sunyabinda وأطلق عليه أيضا اسم «كا» Kha أي الثقب أو الفجوة علما أن الهنود لم يرسموا هذا الرقم وقد استعملوا النقطة للدلالة عليه.

### الصين
أيضا الصينيون اكتشفوا صفرا مشابهة للصفر الياباني في القرن الخامس ق.م وبعد 300 عام وضعوا صفرا خاصا بهم ذو قيمة عددية.

### العرب
الصفر عند جاهلية العرب كان يعنى لهم الشؤم والنحس، ولكنه فيما بعد الإسلام صار يرمز للخير، وهو في معتقدهم يرمز للفراغ واللاشيء، وقيل إن العرب كانوا يطلقون اسم صفر على شهر الغزوات التي يتركون فيها من غزوهم صفر اليدين أي بلا أي أملاك، ويعتقد العرب أن الخوارزمي (780-850 م) -وهو من أبرز علماء المسلمين في الرياضيات- هو من ابتكر الصفر وجعل منه قيمة عددية رياضية.
والصفر في العربية عند الخوارزمي رقم يوضع على يمين العدد فقط ولا قيمة له على يساره، وكان العرب يستعملون الصفر مكان الفراغ حتى لا يلتبس مكانه على الناظر.